# Виксен, Тейлор
Тейлор Виксен (англ. Taylor Vixen), настоящее имя — Джессика Мишель Хэтфилд (англ. Jessica Michele Hatfield; род. 25 октября 1983, Даллас) — американская порноактриса. Дебютировала в порноиндустрии в марте 2009 года. Виксен стала «Киской года» в 2010 году по версии журнала Penthouse.

## Биография
Виксен начала интересоваться карьерой в порноиндустрии после просмотра Pet 2008 по телевидению. Она стала посылать фотографии в журналы. В сентябре 2009 года Penthous назвал её «Киской месяца», а в конце 2010 года «Киской года». В этом же году она вместе с Франциско Фасселой была номинирована на AVN Awards в категории лучшая лесбо-сцена за фильм Women Seeking Women 55.
Благодаря фотосессиям в Penthouse её стали приглашать на телевидение. Она дважды появлялась на шоу Говарда Стерна, а также на шоу Naughty Show.
На 2018 год снялась в 213 порнофильмах.

## Награды и номинации
- 2010 номинация на AVN Award — Лучшая сцена парного лесбийского секса — Women Seeking Women 55 (с Франциской Фасселой)[4]
- 2011 номинация на Urban X Award — Лучшая сцена лесбийского секса — Asian Eyes (с Джессикой Бангкок)[5]
- 2012 номинация на AVN Award — Лучшая сцена мастурбации — On My Own: Brunette Edition[6]
- 2013 номинация на AVN Award — Лучшая сцена лесбийского секса — Lush 2 (с Джесси Эндрюс)[7]
- 2013 номинация на XBIZ Award — Лучшая сцена (лесбо) — Taylor Vixen’s House Rules (с Эмили Эддисон)[8]
- 2014 номинация на AVN Award — Лучшая исполнительница в жанре лесбийского порно
- 2014 номинация на XBIZ Award — Исполнительница года в жанре лесбийского порно